# Giovanni Battista Pittoni

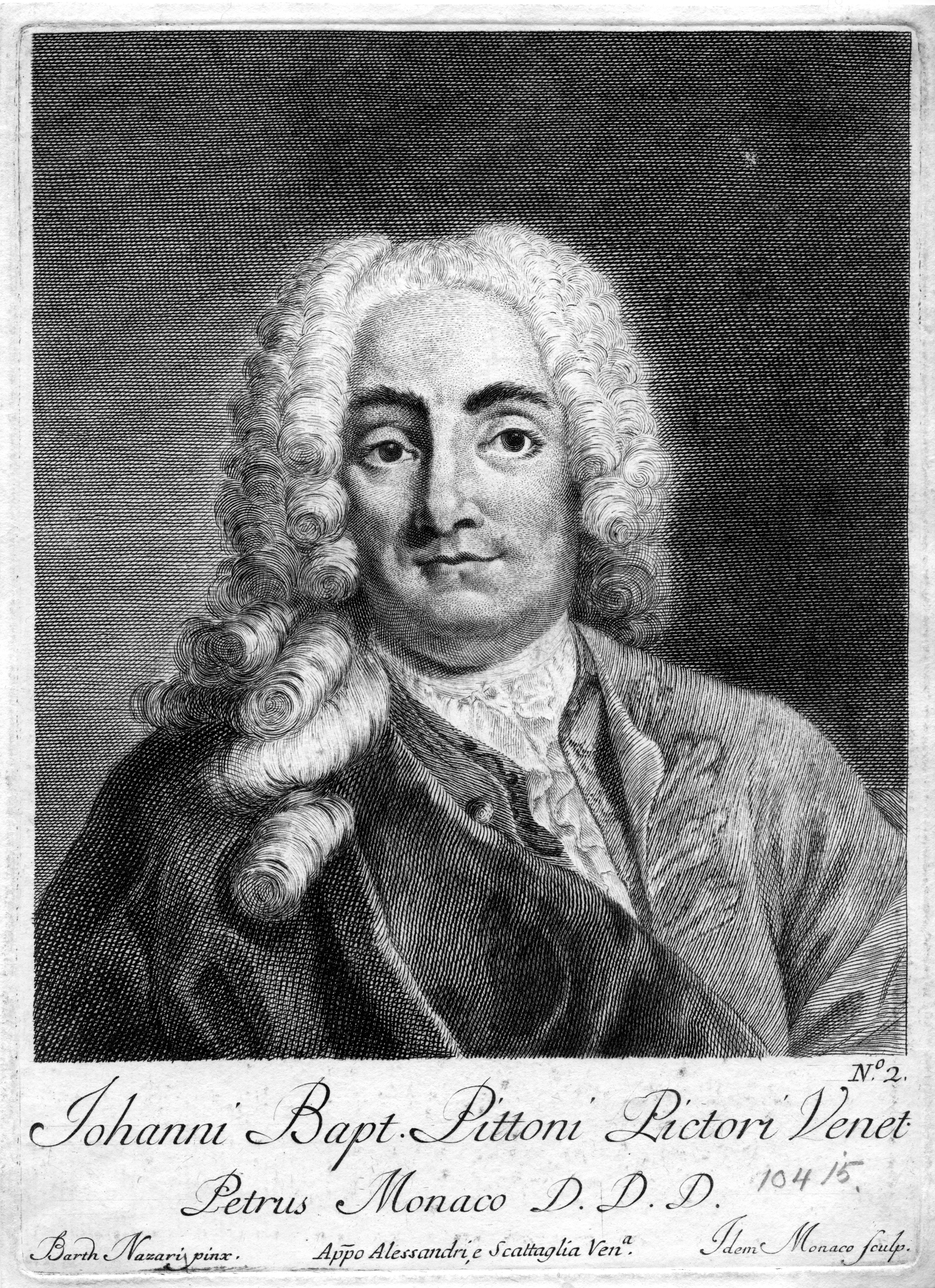
Porträt Giambattista Pittonis von Bartolomeo Nazari

Giovanni Battista oder Giambattista Pittoni (* 6. Juni 1687 in Venedig; † 17. November 1767 ebenda) war ein italienischer Maler und Zeichner des Spätbarock und Rokoko. Er war mit Sebastiano Ricci, Tiepolo, Piazzetta und den Vedutisten Canaletto und Francesco Guardi ein Hauptvertreter des venezianischen Rokoko.

## Leben
Pittoni war das erste von sechs Kindern des Hutmachers Giovanni Maria Pittoni und dessen Frau Laura Manzoni. Am 10. Februar 1709 (1708 more veneto) heiratete er Pasqua Milanese, mit der er zwei Kinder hatte: Giovanni Maria (19. November 1710 – 27. Dezember 1714) und Laura (* 26. Januar 1712). Sein Leben lang wohnte er in Venedig in der Gemeinde von San Giacomo dell’Orio, aber in verschiedenen Häusern. Laut frühen Biografen soll er einen milden und bescheidenen Charakter („carattere mite e modesto“) gehabt haben.

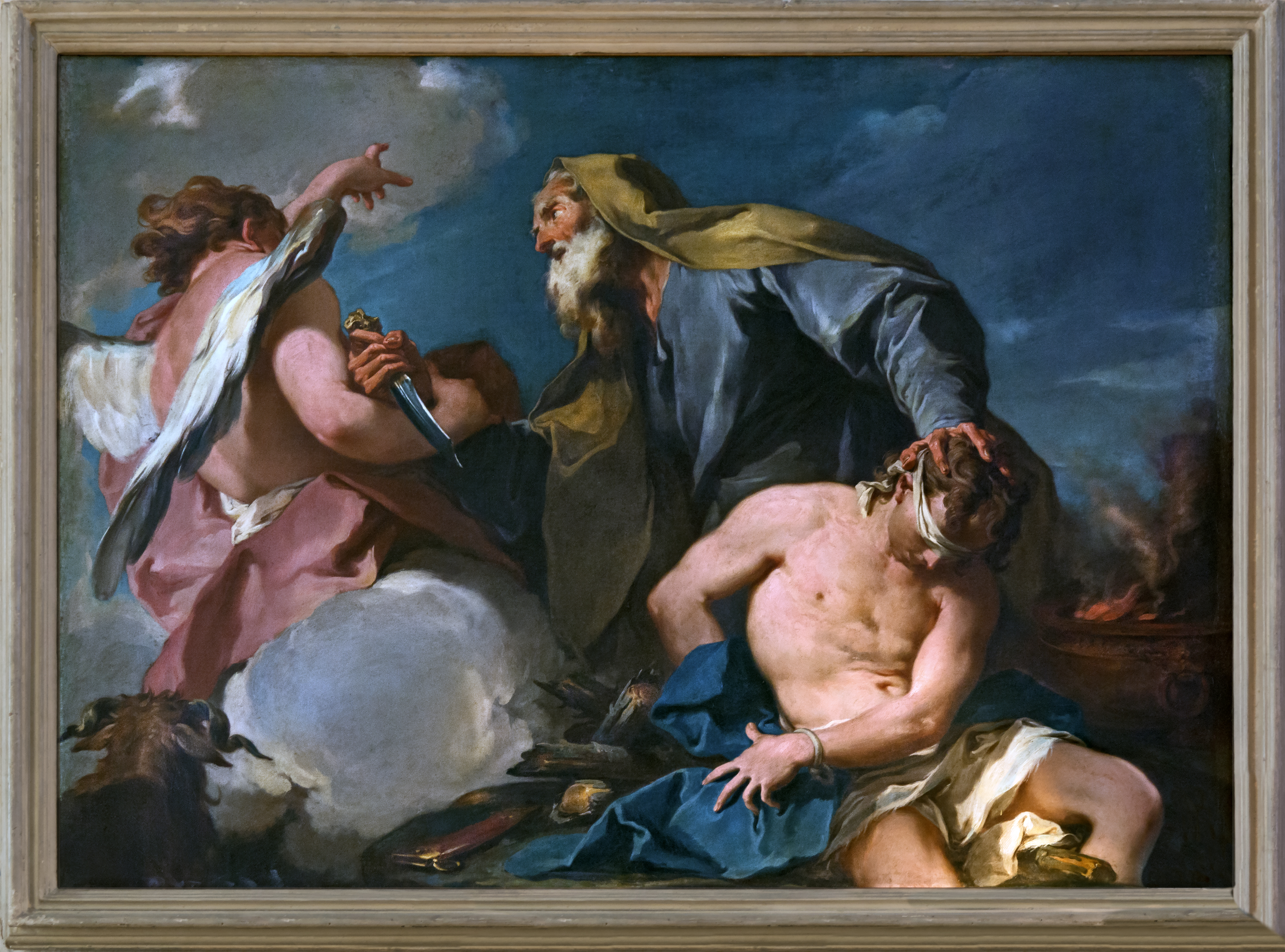
Opferung des Isaak, Öl auf Leinwand, San Francesco della Vigna, Venedig

Giambattista erhielt Unterricht bei seinem Onkel Francesco Pittoni in Venedig und trat 1716 der venezianischen Malergilde bei. Daneben wurde er auch von Antonio Balestra, Sebastiano Ricci und Giovanni Battista Piazzetta beeinflusst.
Laut Pietro Guarienti soll Pittoni 1713, im Alter von 26 Jahren, mit großem Erfolg sein erstes öffentlich ausgestelltes Gemälde geschaffen haben. Sein erstes heute bekanntes Bild ist eine kleine Madonna vor dem hl. Filippo Neri in der venezianischen Kirche San Giovanni Elemosinario, die etwas unleserlich mit 1712 oder 1715 datiert ist.
Bis etwa 1723 wird Pittonis Frühwerk angesetzt, das sich durch eine noch barock wirkende Feierlichkeit und dramatische Theatralität, mit monumental wirkenden Figuren, und eine von Balestra, aber auch von Veronese, beeinflusste klassizistische Tendenz auszeichnet. Als letzte Werke dieser Stilphase gelten die 1722 entstandene Tortur des hl. Thomas in San Stae, sowie der Hl. Eustachius weigert sich Götzenbilder anzubeten in der Sakristei derselben Kirche.

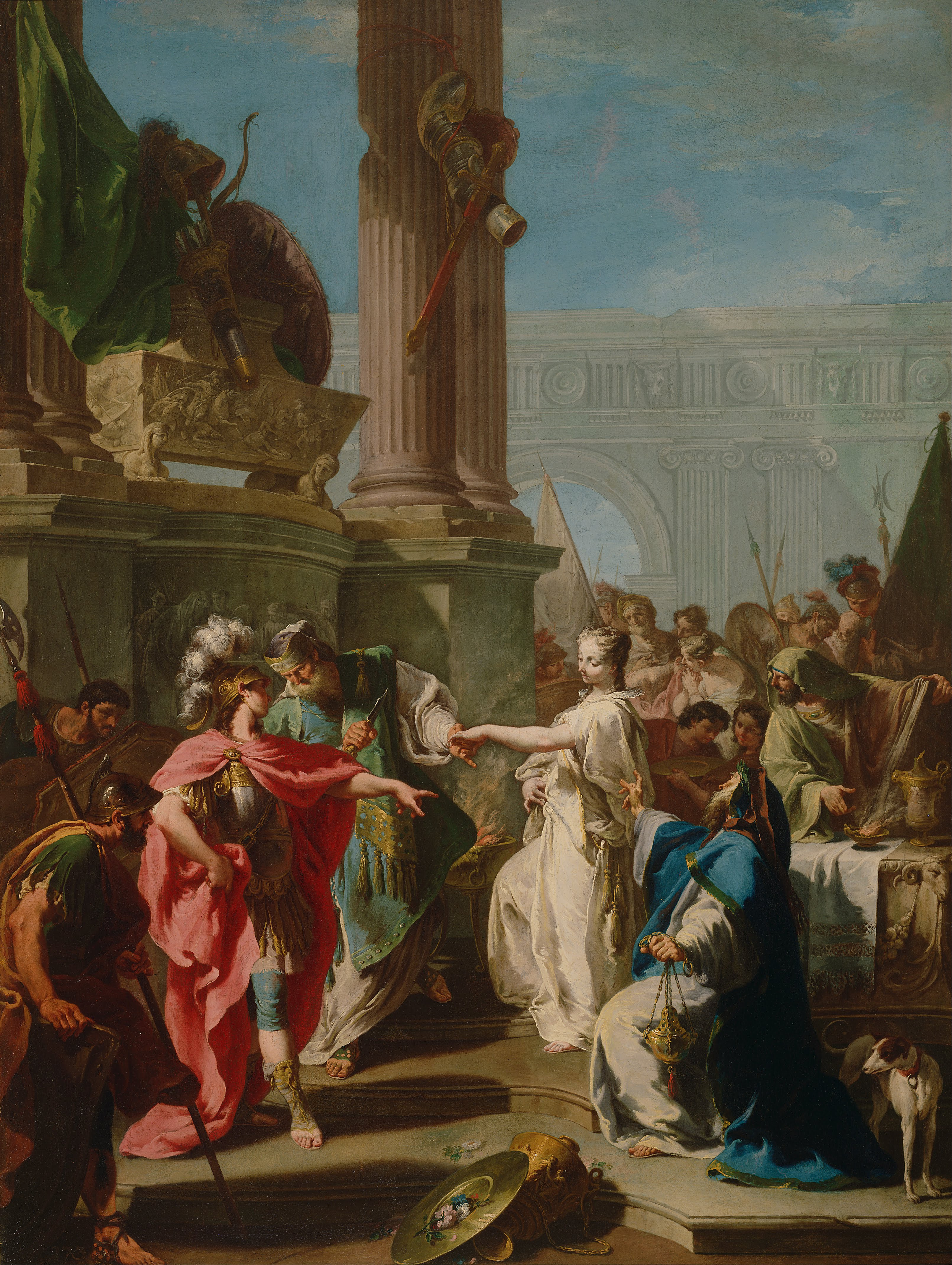
Die Opferung der Polyxena, 1733–34, Öl auf Leinwand, 128,3 × 95,3 cm, Getty Center, Los Angeles

Als stilistischer Wendepunkt in Richtung eines leichteren Rokoko von graziler Eleganz gilt das Altarbild für Santa Corona in Vicenza von 1723. Von da an hatte Pittoni in den Worten Zanettis seinen „... originellen, eigenen Stil“ gefunden, „voll von malerischem Charme, Liebenswürdigkeit und Anmut, ohne die Spuren der guten Lehren fallen zu lassen“. Mariuz spricht von Figuren, die sich „wie in einem Ballett“ bewegen und von dem kostbaren Schimmer seines Kolorits, das teilweise an Elfenbein oder Edelsteine erinnere.
Pittoni war ein zu seiner Zeit sehr geschätzter Maler großformatiger Gemälde mit mythologischen, historischen und religiösen Sujets. Daneben war er spezialisiert auf für private Sammler bestimmte Kompositionen, die mit beinahe miniaturhafter Feinheit und Raffinesse und duftiger Pinselführung gemalt sind. Die beliebtesten Themen dieser Bilder waren die Opferung der Polyxena, Bacchus und Ariadne, das Opfer (der Tochter) des Jephta oder die Milde des Scipio, von denen allen es mehrere Repliken oder Varianten gibt.
Von seinen Fresken in Privathäusern ist nur ein Zyklus aus dem Leben der Diana (1727) im Palazzetto Widman in Bagnoli di Sopra bei Padua noch erhalten bzw. bekannt. 1727 wurde er zum Ehrenmitglied der Accademia Clementina von Bologna ernannt, und 1729 war er Prior des Collegio dei pittori von Venedig.
Besonders gefeiert und in allen alten Stadtführern von Venedig erwähnt wurde Pittonis riesige Darstellung der Wunderbaren Vermehrung von Brot und Fisch (vor 1733) für die Kirche Santi Cosma e Damiano auf der Giudecca (heute in der Accademia). Neben Tiepolo und Giambattista Crosato gehörte Pittoni zu den Künstlern, die die Dekorationen zu den Hochzeitsfeierlichkeiten von Antonio Pesaro und Caterina Sagredo (1732) schufen; Pittoni malte zu dem Anlass in der Ca’ Pesaro das Deckenbild Gerechtigkeit und Frieden mit Jupiter und Minerva (Abb. unten links).

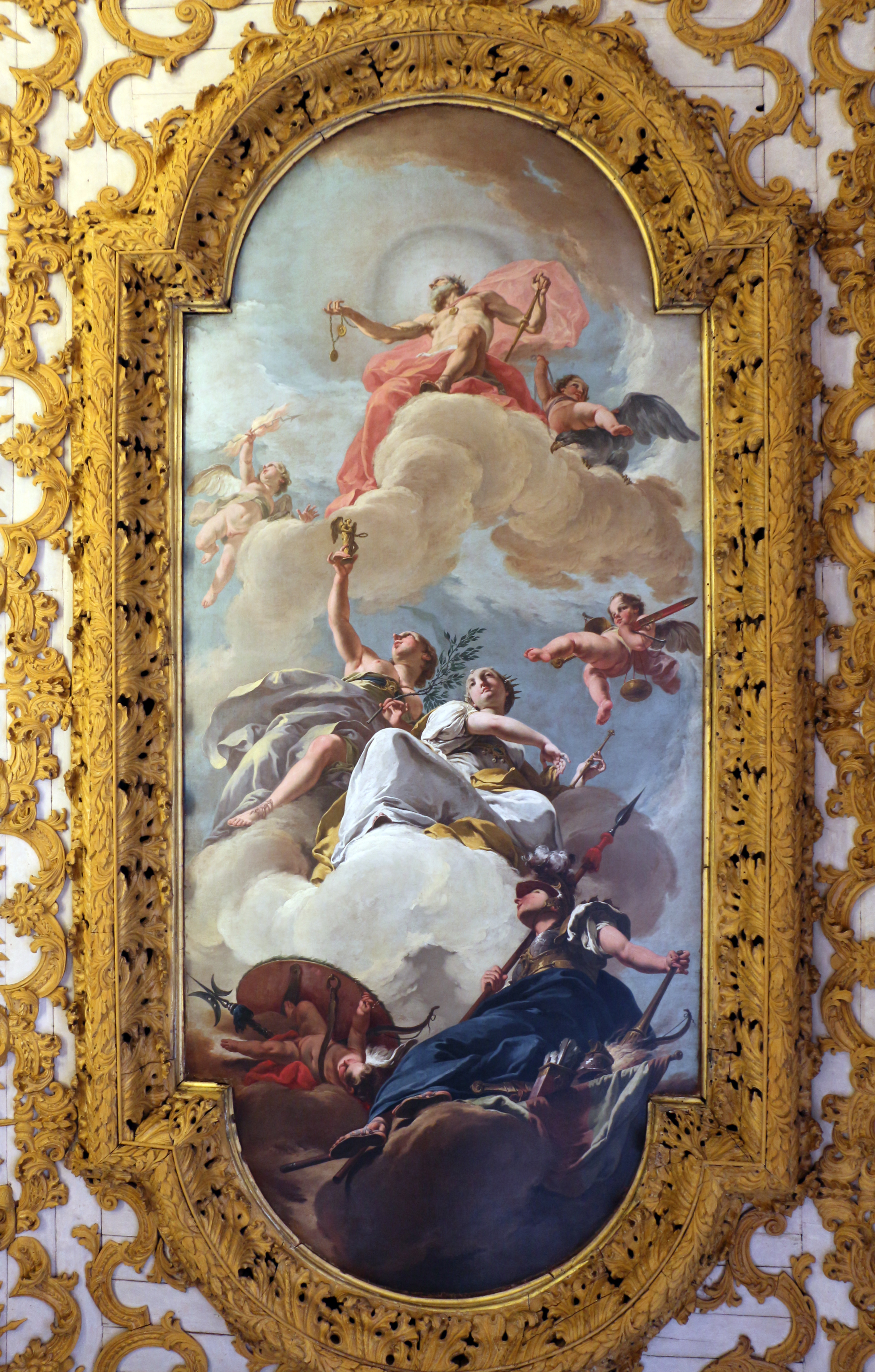
Deckengemälde: Gerechtigkeit und Frieden mit Jupiter und Minerva, ca. 1732, Öl auf Leinwand, Höhe: 648 cm, Ca’ Pesaro, Venedig

Zeitweise stand er in Kontakt mit dem Architekten Filippo Juvarra, durch deren Vermittlung er den Auftrag für das Opfer des Jephta (um 1733; heute: Palazzo Reale, Genua) bekam, und für einen Triumph des Alexander in Babylon (1735–37) für den Königlichen Palast in La Granja de San Ildefonso (heute: Collección Patrimonio nacional, Madrid); für das letztere wurde er mit 200 spanischen Golddublonen bezahlt.
Pittoni reiste nur ungern, übernahm in Venedig aber Aufträge aus Deutschland, Österreich, Polen und Russland. So malte er mindestens fünf Gemälde für die Basilika Santa Maria in Krakau (um 1730); das Altarbild Almosen der hl. Elisabeth für die Schloßkirche in Bad Mergentheim (1734); das Martyrium des hl. Stefan für die Augustinerkirche in Dießen (1739); und zwei Altarbilder (Apotheose des hl. Johannes Nepomuk und Erziehung der Jungfrau Maria) für die Schlosskapelle von Schönbrunn in Wien. Pittonis Martyrium des hl. Clemens für die Kirche des genannten Heiligen in Münster wurde im Zweiten Weltkrieg zerstört, ist aber durch zwei Bozzetti bekannt (in: Museum der Universität Uppsala; Privatsammlung, Venedig).
Von 1733 bis 1738 arbeitete Pittoni für den in Venedig ansässigen Marschall Johann Matthias von der Schulenburg, für den er mehrere Bilder schuf und dem er als künstlerischer Berater beim Ankauf von Gemälden diente (was nach ihm Piazzetta übernahm).
Von Pittonis hohem Ansehen zeugt auch, dass er im Sommer 1743 neben seinen drei venezianischen Kollegen Piazzetta, Tiepolo und Amigoni ausgewählt wurde, um für August III. von Sachsen jeweils ein Historienbild zu malen; Pittonis Beitrag war das heute verlorene Crassus plündert den Tempel von Jerusalem, von dem sich aber ein Entwurf in der Accademia von Venedig befindet.
Außer zahlreichen Altargemälden für venezianische Kirchen malte er in den 1730er und -40er Jahren auch eine Reihe von Bildern für Kirchen in Brescia und war von 1745 bis 1747 in Verona und Bergamo. Für den Dom von Bergamo malte er das Martyrium der hl. Esteria.

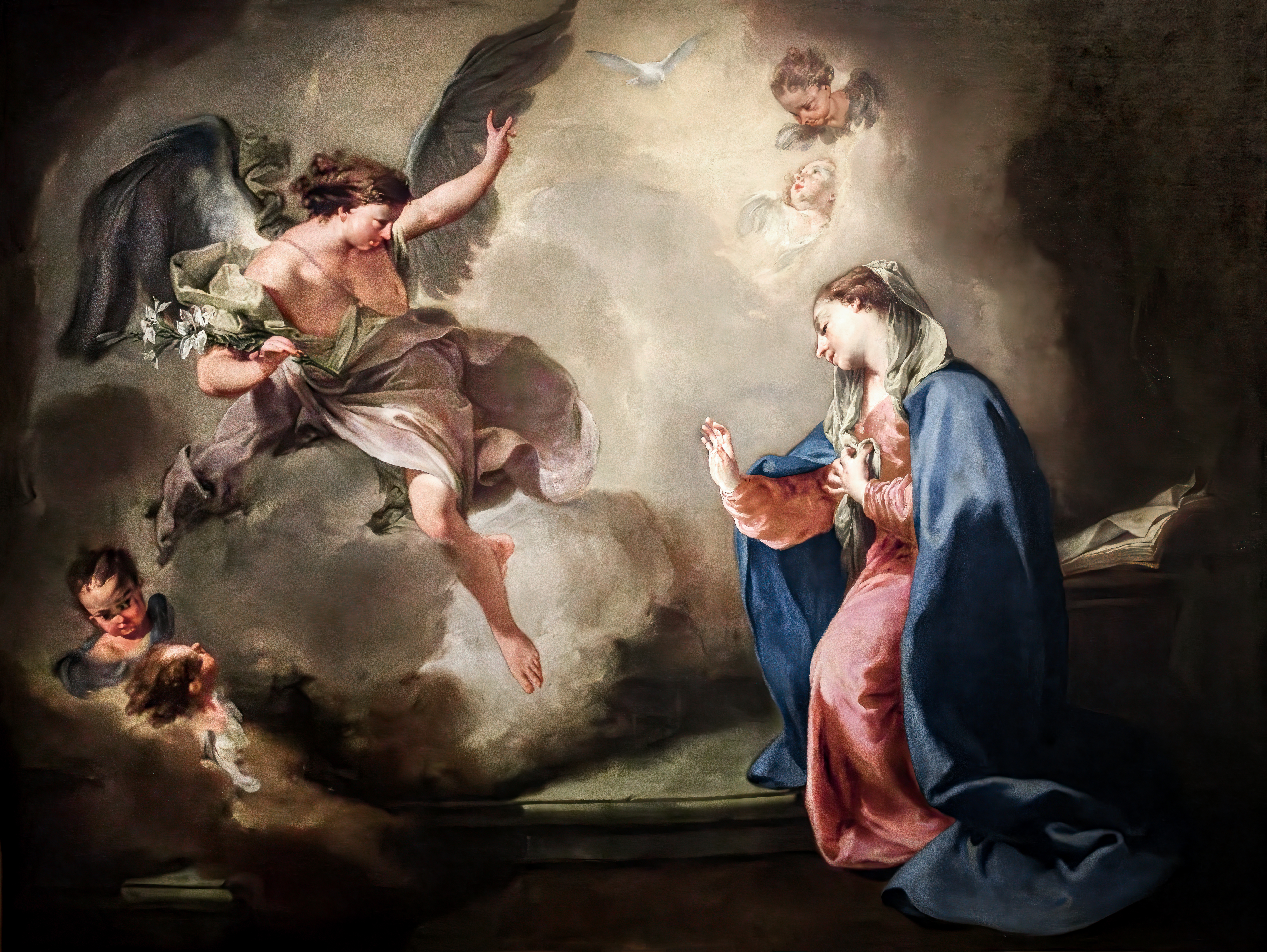
Verkündigung, 1757, Öl auf Leinwand, Accademia, Venedig

Pittoni war Gründungsmitglied der venezianischen Akademie der Künste (Accademia di Belle Arte de Venezia), für die er 1757 als Aufnahmestück eine Verkündigung malte (Accademia, Venedig; siehe Abb. rechts), und war Nachfolger von Giovanni Battista Tiepolo als deren Präsident (1758–60 sowie 1763–64).
In seinem Spätstil tendieren seine Kompositionen zu einer wohl vom Klassizismus inspirierten Einfachheit, ohne jedoch die rokokohafte, liebliche Eleganz und Gefühlsbetontheit je aufzugeben. Die Bildhintergründe sind dabei oft in chromatisch abgestuften Tönen zwischen Creme, Beige, Ocker und Brauntönen gehalten. Seine letzten Gemälde waren die Madonna mit Kind und Heiligen (signiert und datiert 1763) für die venezianische Kirche San Cassiano und die Madonna mit Kind und den Hl. Carlo Borromeo und Filippo Neri für San Giacomo dall’Orio (1764).
Nach Meinung von L. Vertova war er neben Tiepolo und Piazzetta einer der Erneuerer venezianischer Malerei in der Nachfolge von Sebastiano Ricci, stand diesen an Erfindungsreichtum etwas nach, da er andererseits aber aufgeschlossener gegen die zeitgenössischen Strömungen der Malerei war, war er zu Lebzeiten erfolgreich; später wurde er aber bald vergessen.
Pittoni hinterließ ein umfangreiches Werk. Das Werkverzeichnis der Gemälde von Franco Zava Boccazzi von 1979 listet 247 erhaltene und 117 verlorene, fehlende oder zerstörte Werke. Das Werkverzeichnis der Zeichnungen von Alice Binion (1983) umfasst 304 Positionen.

## Bildergalerie

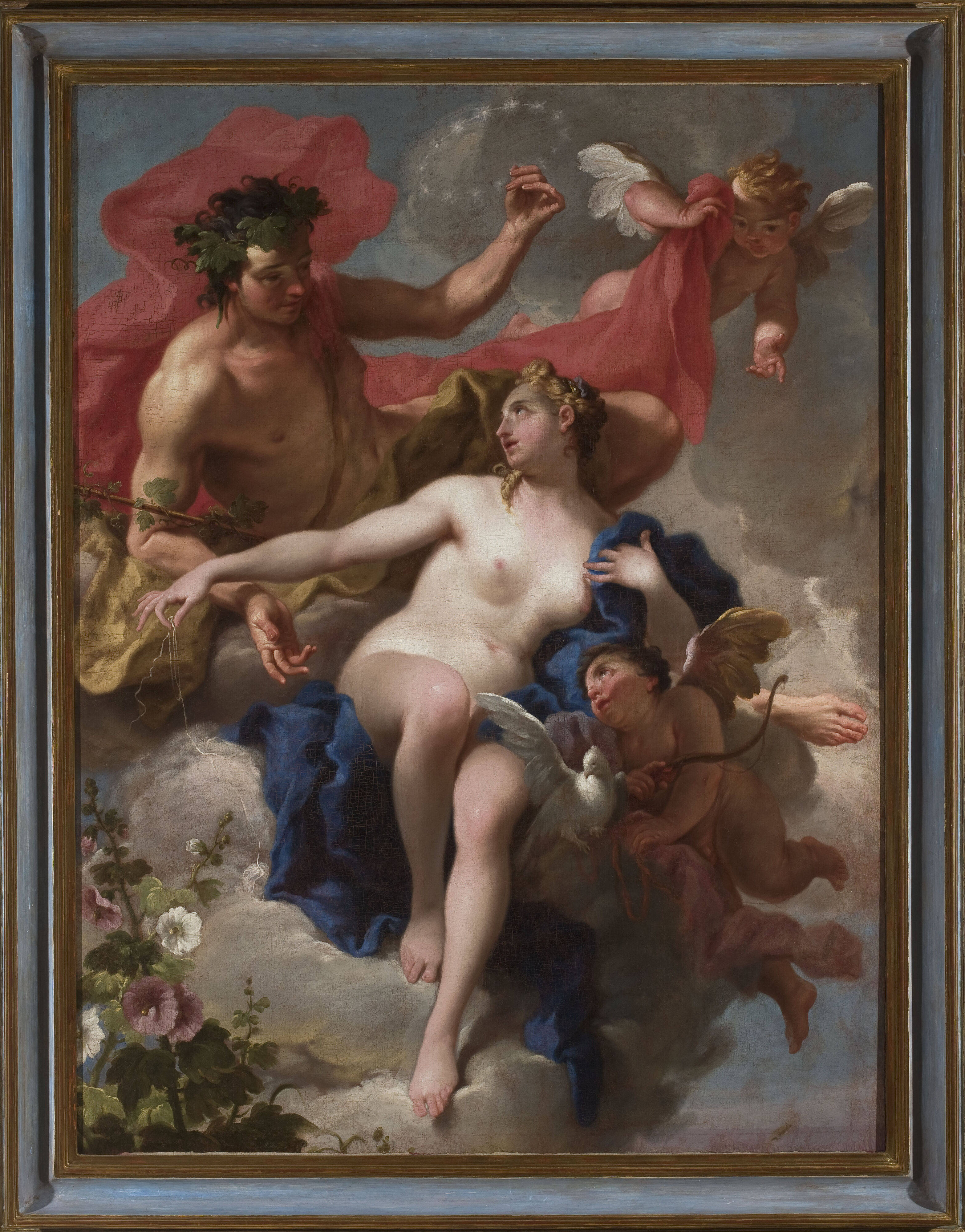
Bacchus und Ariadne, 1716–18, Öl auf Leinwand, 171 × 130 cm, National Museum, Warschau
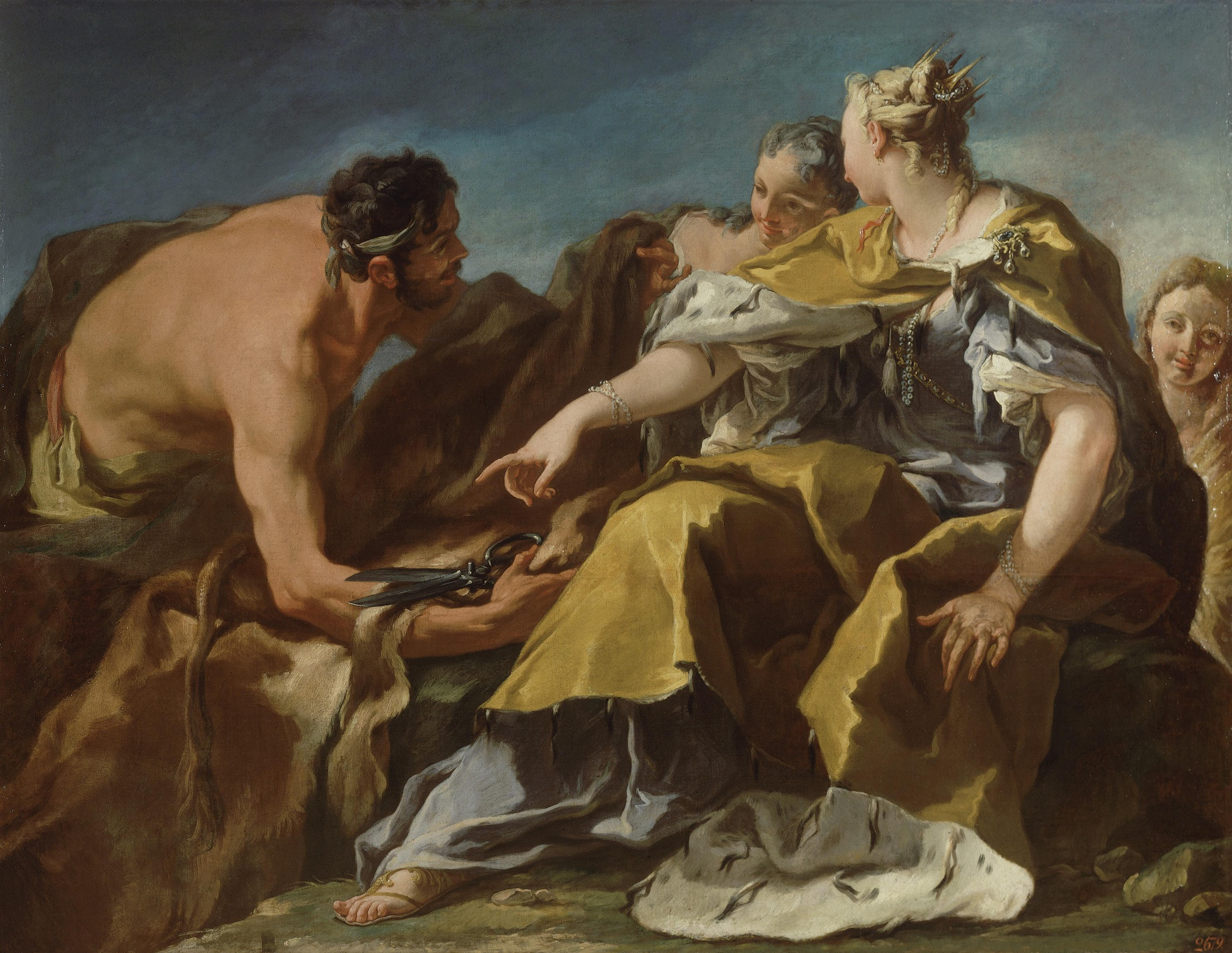
Dido gründet Karthago, um 1720, Öl auf Leinwand, 161 × 200 cm, Eremitage, Sankt Petersburg
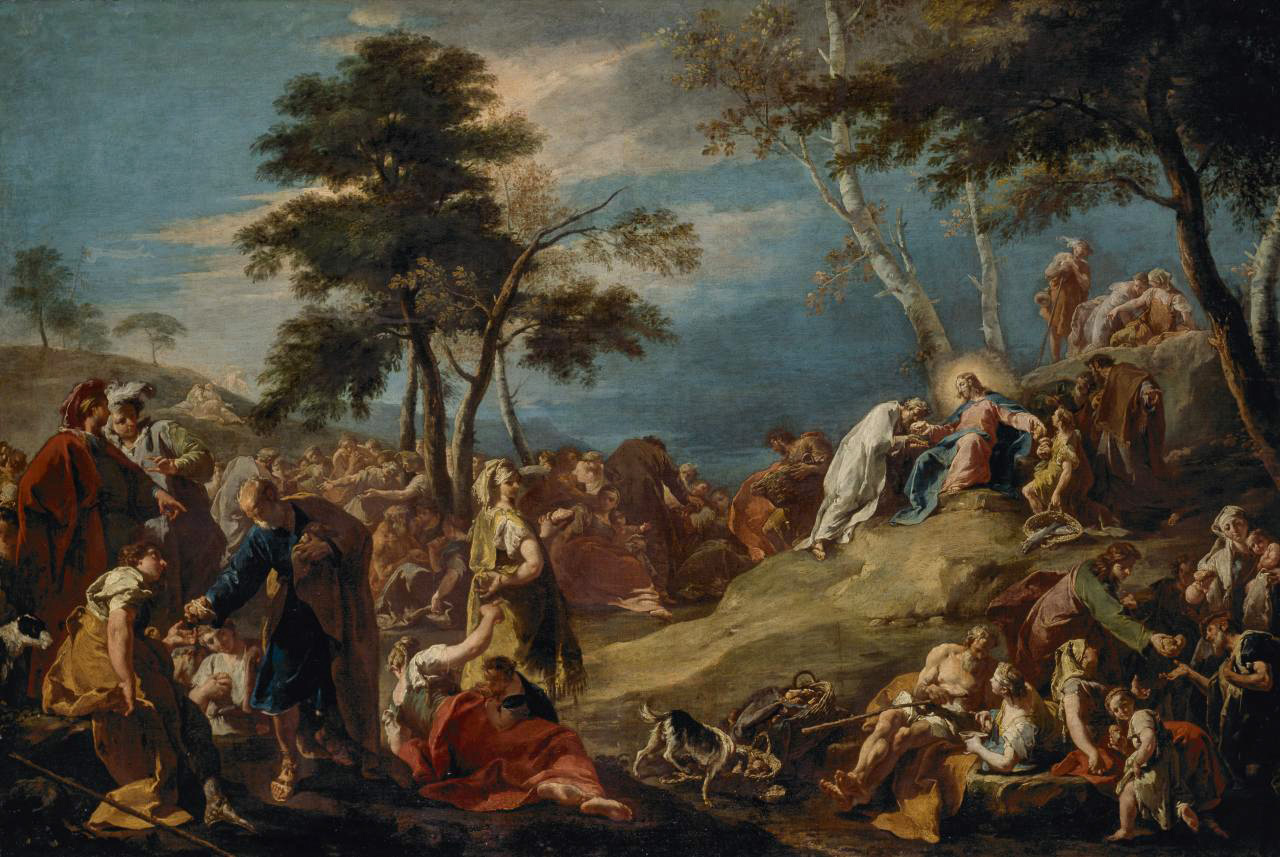
Die wunderbare Vermehrung von Brot und Fisch, 1725, Öl auf Leinwand, Höhe: 120,1 cm, National Gallery of Victoria, Melbourne
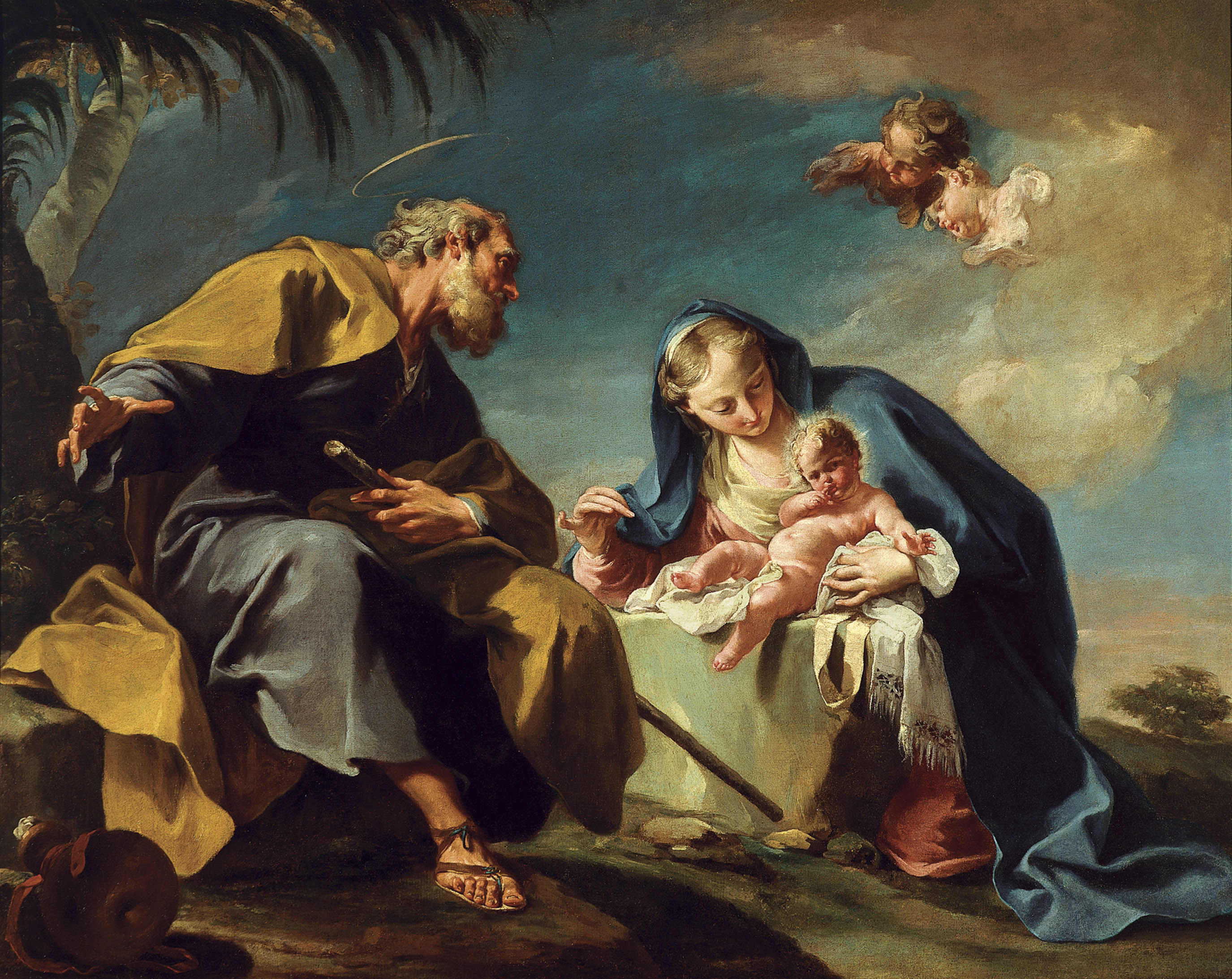
Ruhe auf der Flucht nach Ägypten, 1725–26, Öl auf Leinwand, 108 × 135 cm, Museo Thyssen-Bornemisza, Madrid
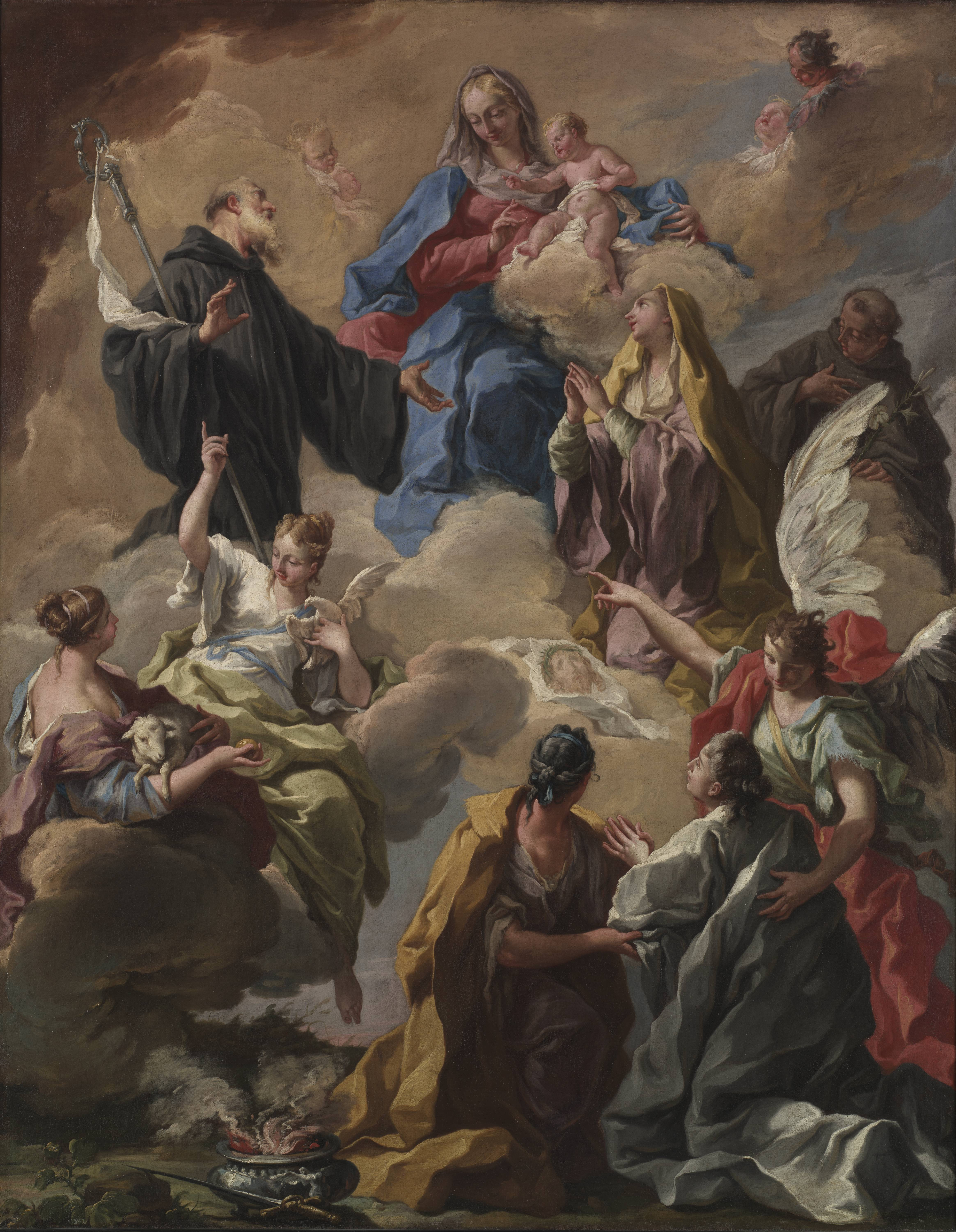
Madonna mit Kind und Heiligen, um 1720–30 (?), Öl auf Leinwand, 172,0 × 135,5 cm, Cleveland Museum of Art
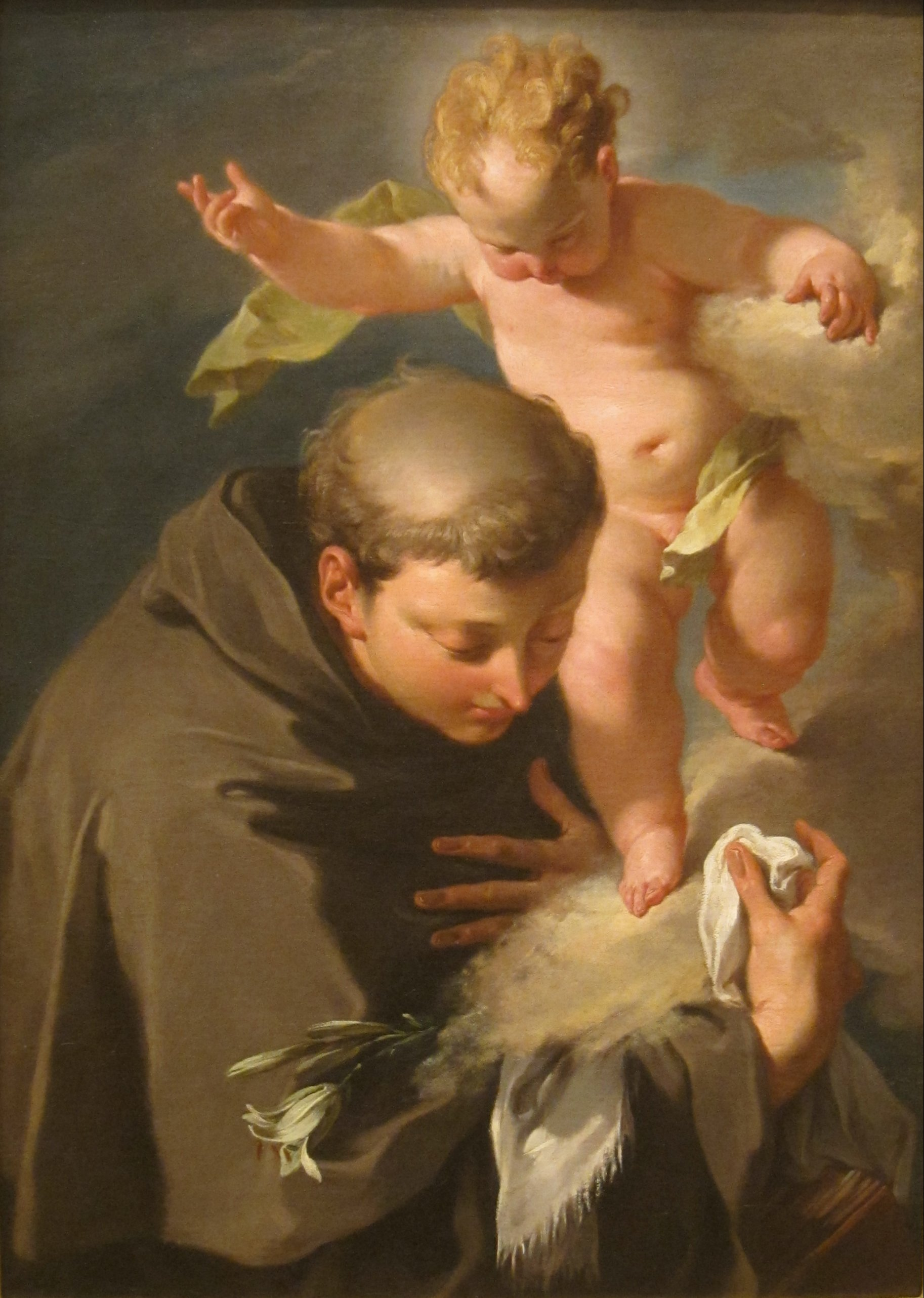
Vision des Heiligen Antonius von Padua, um 1730 (?), Öl auf Leinwand, Höhe: 90,1 cm, Museum of San Diego, Kalifornien
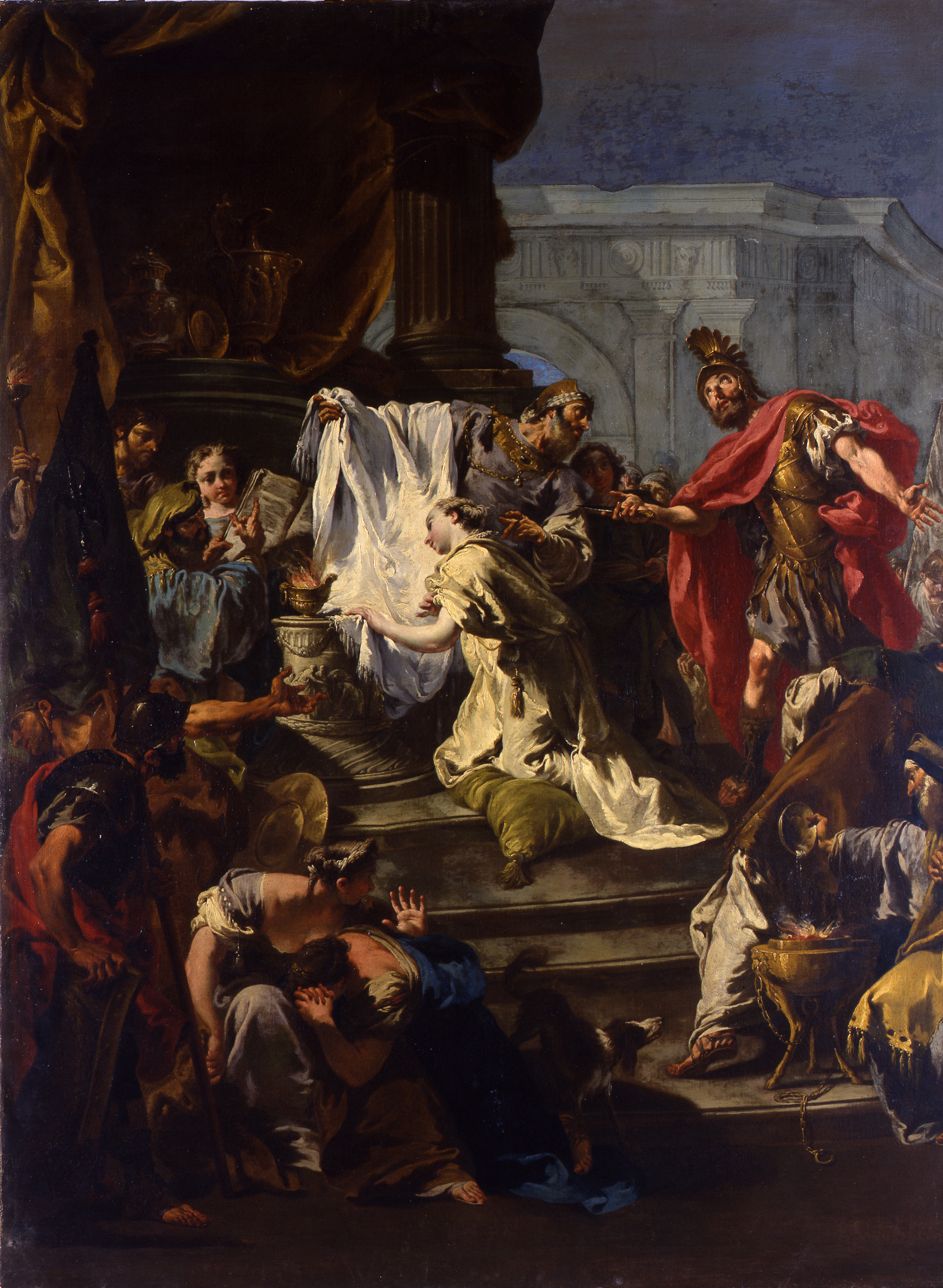
Opfer der Tochter des Jephta, 1732–33, Öl auf Leinwand, 204 × 138 cm, Palazzo Reale, Genua
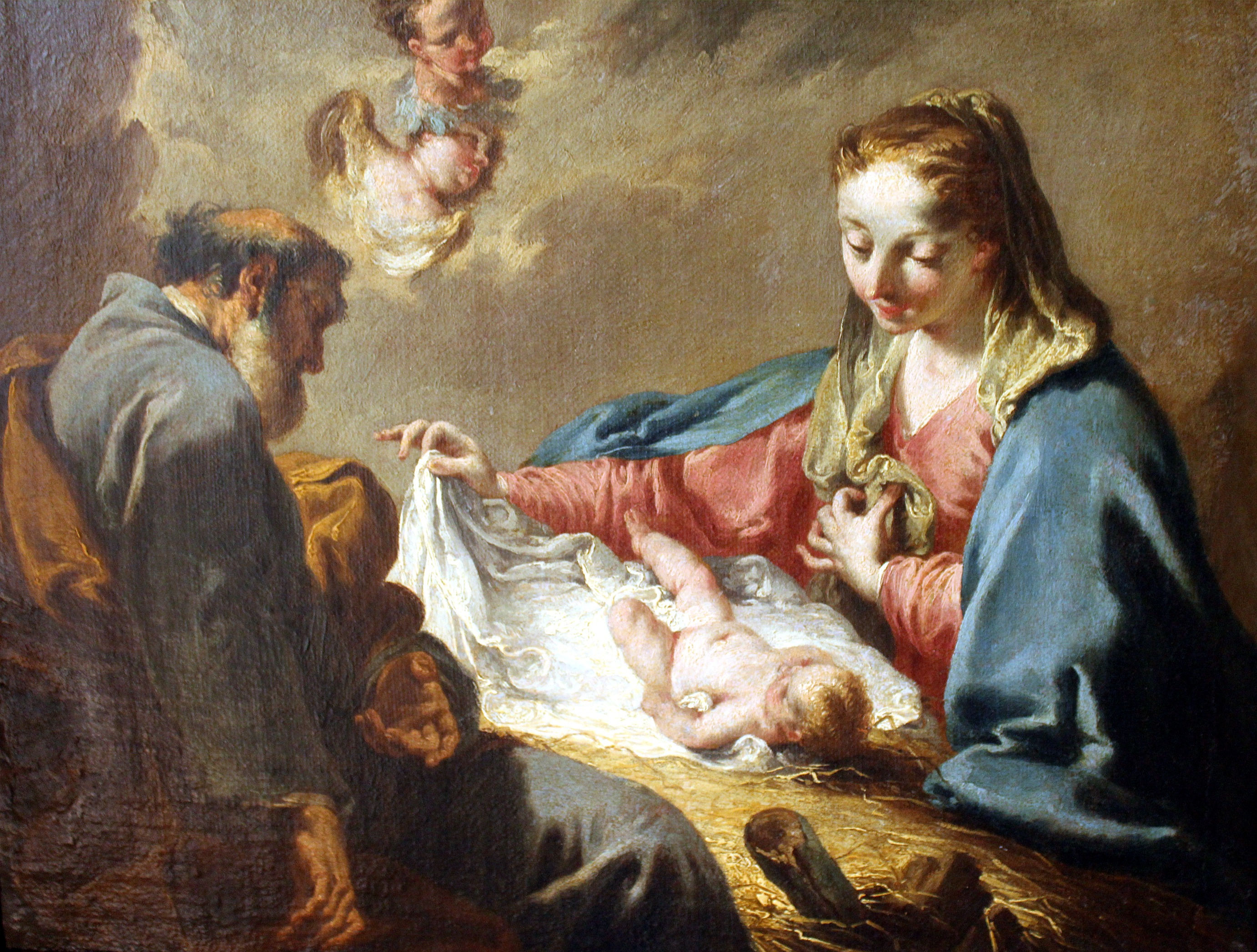
Heilige Familie, 1730–40 (?), Öl auf Leinwand, 38,5 × 46,5 cm, Szépművészeti Múzeum, Budapest (hier: Ausstellung im Schlossmuseum, Weimar)
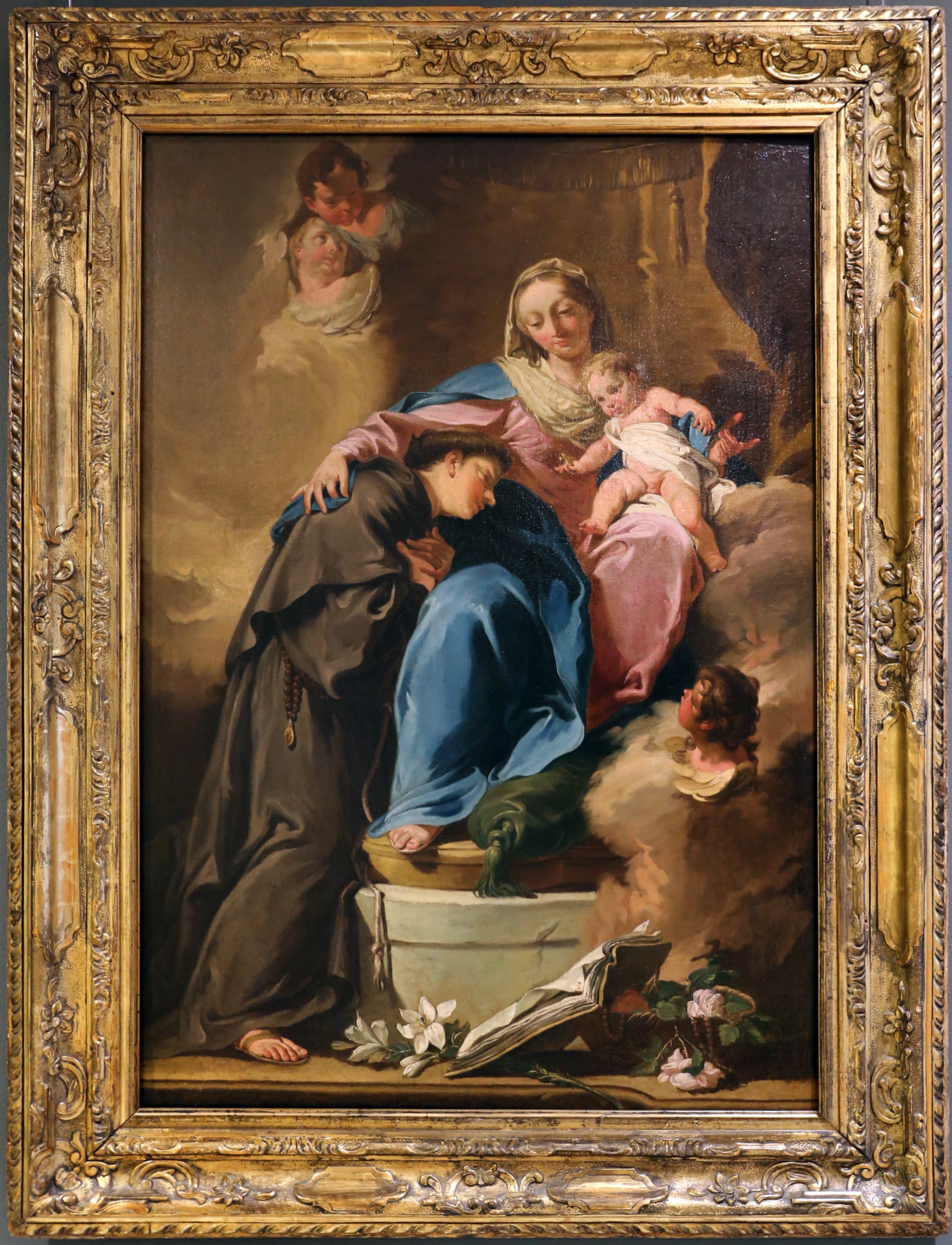
Madonna mit Kind und dem hl. Antonius von Padua, 1740, Privatsammlung
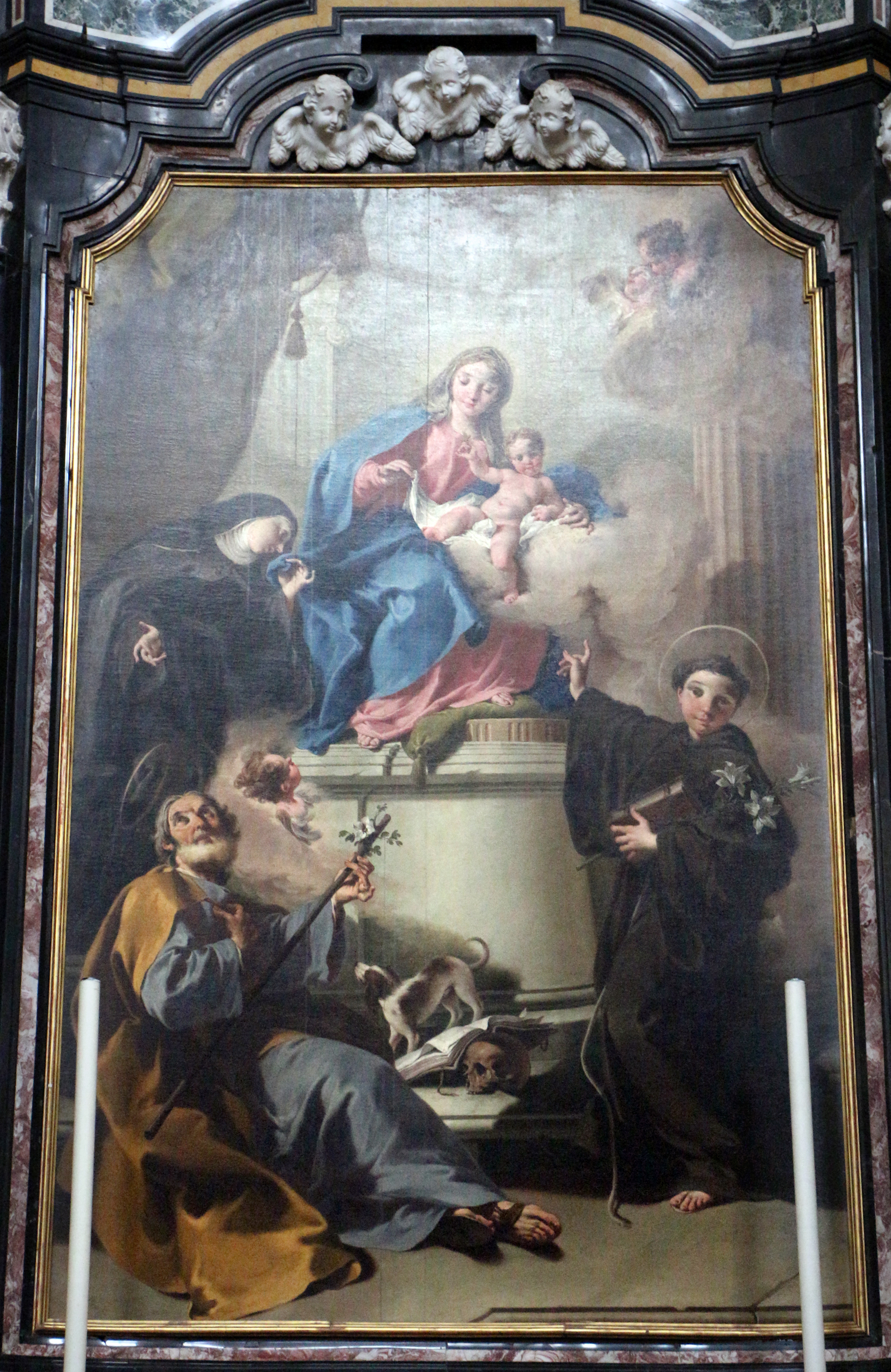
Madonna mit Kind und Heiligen, 1746, Sant'Alessandro della Croce, Bergamo
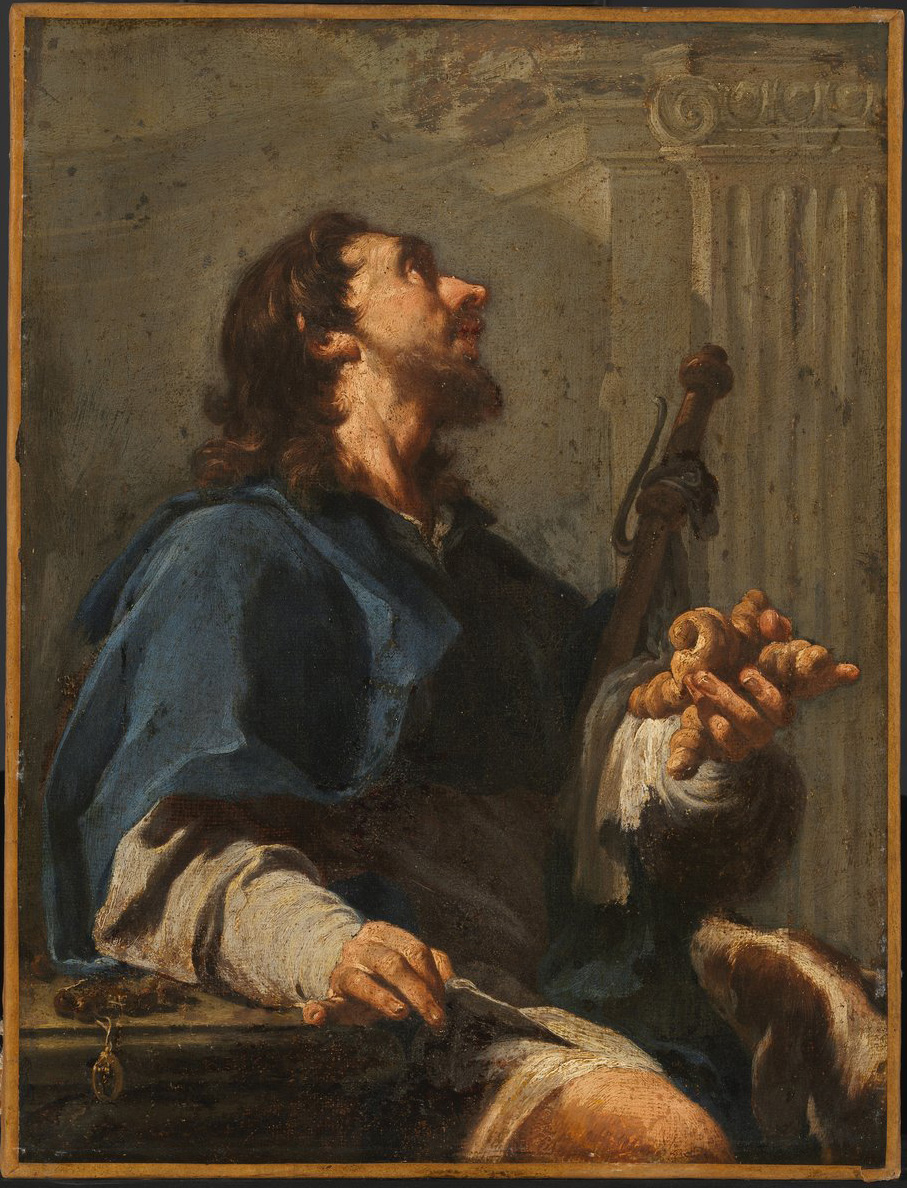
Der hl. Rochus, Szépművészeti Múzeum, Budapest
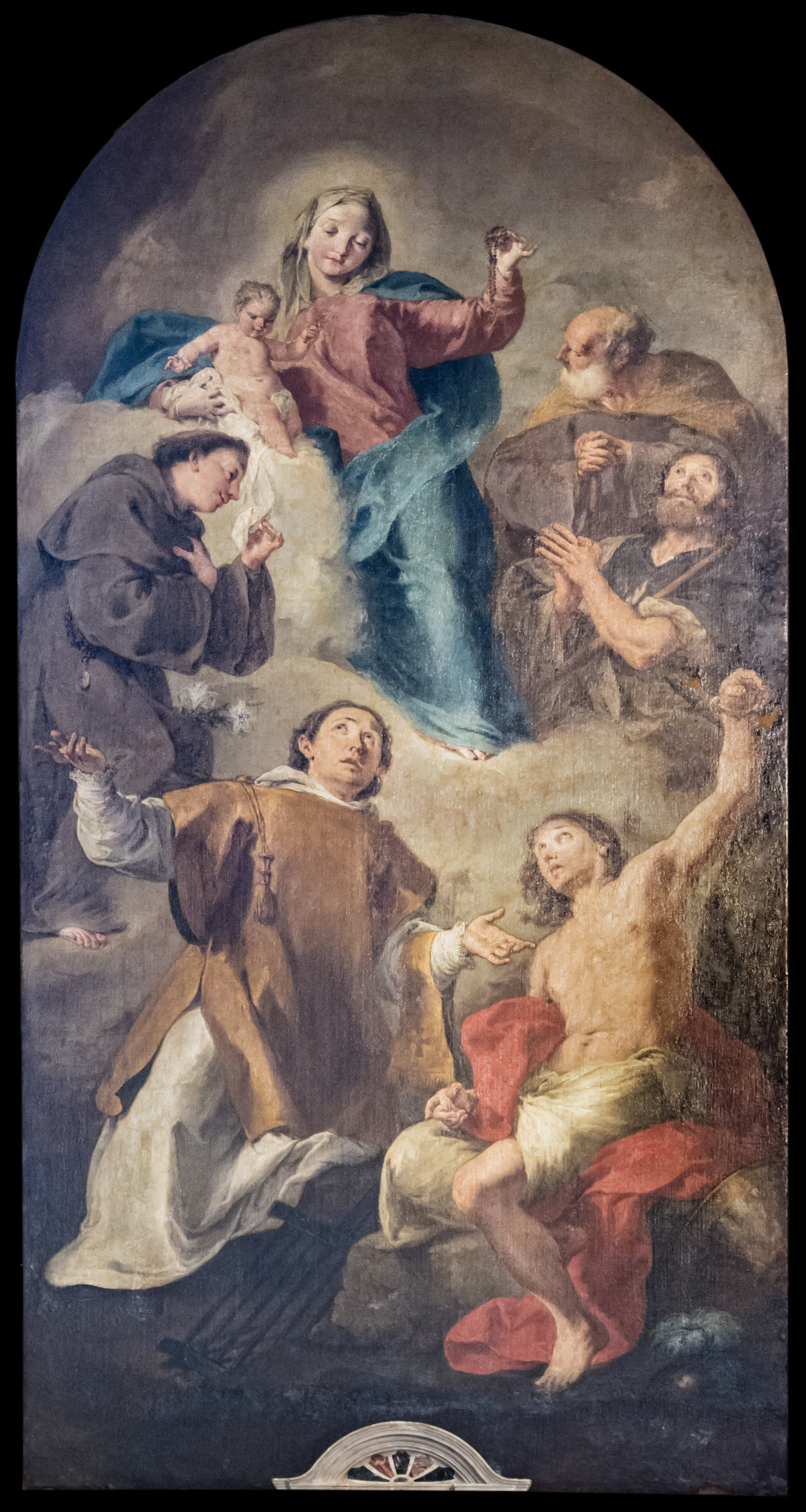
Madonna und Kind mit den Hl. Antonius, Joseph, Jakob, Lorenz und Sebastian, 1764, Öl auf Leinwand, San Giacomo dall'Orio, Venedig

### Werkverzeichnisse
- Franca Zava Boccazzi: Pittoni: L’opera completa. Venedig 1979. Catalogue raisonné der Gemälde.
- Alice Binion: I disegni di Giambattista Pittoni. La Nuova Italia, Florenz 1983. Catalogue raisonné der Zeichnungen.

### Nachschlagewerke
- Alberto Craievich: PITTONI, Giambattista. In: Raffaele Romanelli (Hrsg.): Dizionario Biografico degli Italiani (DBI). Band 84: Pio VI–Ponzo. Istituto della Enciclopedia Italiana, Rom 2015.
- L. Vertova: Giovanni Battista Pittoni. In: Kindlers Malereilexikon
- H. Voss: Pittoni. In: Hans Vollmer (Hrsg.): Allgemeines Lexikon der Bildenden Künstler von der Antike bis zur Gegenwart. Begründet von Ulrich Thieme und Felix Becker. Band 27: Piermaria–Ramsdell. E. A. Seemann, Leipzig 1933.

### Darstellungen
- Vittorio Sgarbi: L’Italia delle meraviglie. Bompiani, Rizzoli libri, Mailand 2009, ISBN 978-88-587-0695-4.
- Annalisa Perissa Torrini: Disegni di Giovan Battista Pittoni. Electa, 1998.
- Rodolfo Pallucchini: I disegni di Giambattista Pittoni. Le Tre Venezie (Verlag), Padua 1945.
- Max Goering: G. B. Pittoni. Florenz 1934.
- L. Goggiola: Dei Pittoni artisti veneti. Bergamo 1907.
- Giovanni Battista Pittoni, Lodovico Dolce: Di Battista Pittoni pittore vicentino anno MDLXVIII Imprese di diuersi prencipi, duchi, signori, e d’altri personaggi et huomini letterati et illustri. 1568, archive.org